# Nicholas J. Hoff
Nicholas John Hoff (* 3. Januar 1906 in Magyarovar; † 4. August 1997 in Stanford (Kalifornien)) war ein ungarisch-US-amerikanischer Ingenieur für Flugzeugbau und Astronautik. Er war Professor an der Stanford University.

## Leben
Hoff ging auf das Lutheraner-Gymnasium in Budapest und spielte im Schulorchester Violine mit Antal Doráti. Danach studierte er an der ETH Zürich unter anderem bei Aurel Stodola mit dem Diplom als Ingenieur 1928. Danach war er Ingenieur bei den Flugzeug- und Motorenwerken Manfred Weiss in Budapest. 1938 ging er nach Stanford, um bei Stephen Timoshenko zu promovieren. Nachdem der Krieg eine Rückkehr nach Ungarn verhinderte arbeitete er im Schwingungs- und Erdbebenlabor in Stanford, wo er Lydik Jacobsen bei seinen Experimenten zum Erdbeben-Verhalten von Bauwerken half. 1940 verließ er Stanford und wurde Instructor für Flugzeugingenieurwesen am Polytechnic Institute of Brooklyn. 1942 wurde er in Stanford promoviert (Stresses in a space curved bar reinforcing the edge of a cut-out in a monocoque fuselage). 1946 erhielt er eine volle Professur am Polytechnic Institute und 1950 wurde er Vorstand der Fakultät für Flugzeugingenieurwesen und Angewandte Mechanik. 1957 kehrte er nach Stanford zurück um die neu ausgegliederte Fakultät für Flugzeugingenieurwesen aufzubauen (ab 1962 das Department of Aeronautics and Astronautics). Die Berufung erfolgte insbesondere auf Empfehlung von Theodore von Kármán. 1971 wurde er emeritiert.
Er war Gastprofessor an der Monash University (1971), dem Georgia Institute of Technology (1973), der ETH Zürich (1975), am Cranfield Institute of Technology (1974/75) und 1976 bis 1981 am Rensselaer Polytechnic Institute sowie in Japan, wofür er Japanisch lernte.
Er war ein Pionier in der Stabilitätsanalyse der dünnen Metall-Schalenstrukturen von Flugzeugen. Er untersuchte die Stabilität von Monocoque-Strukturen im Flugzeugbau, die Auswirkung der Erhitzung des Flugzeugs bei Überschallflug und das Beulen der im Flugzeugbau verwendeten Aluminium-Sandwich-Strukturen.
1967 erhielt er die Worcester-Reed-Warner Medal der ASCE, 1972 die Von-Karman-Medaille, 1983 die Daniel Guggenheim Medal und 1974 die ASME Medal. Er war Mitglied der American Academy of Arts and Sciences (seit 1968), der National Academy of Engineering sowie seit 1989 auswärtiges Mitglied der Académie des sciences. 1953 hielt er die Wilbur Wright Memorial Lecture bei der Royal Aeronautical Society in London.
1968 war er Präsident des 12. Internationalen Kongresses für Angewandte Mechanik in Stanford.
Er war von 1940 bis zu ihrem Tod 1962 mit Vivian Church verheiratet und heiratete 1972 Ruth Kleczewski.

## Schriften
- The Analysis of Structures, based on the minimal principles and the principle of virtual displacements, Wiley 1956
- Herausgeber: High temperature effects in aircraft structures, Pergamon Press 1958